# Johann Bauernfeind
Johann („Hans“) Bauernfeind  (* 1. September 1908 in Kleinstetteldorf; † 19. März 1985 in Wien) war ein österreichischer Komponist, Organist, Chorleiter und Musikerzieher.

## Leben
Schon mit neun Jahren erhielt Bauernfeind ersten Klavier- und Violinunterricht und besuchte ab 1919 das Konvikt der christlichen Schulbrüder in Strebersdorf, wo er weiteren musikalischen Unterricht bekam und wurde dort auch zum Lehrer ausgebildet. Von 1927 bis 1930 studierte er Kirchenmusik bei Josef Lechthaler und von 1930 bis 1932 Komposition bei Joseph Marx und Max Springer an der Wiener Musikakademie. Ab 1930 unterrichtete Bauernfeld an der Lehrerbildungsanstalt Wien-Strebersdorf und an verschiedenen höheren Schulen in Wien, er war auch Organist und Chorleiter an mehreren Kirchen (Rossau, Neulerchenfeld und der Familienkirche). Eine Zeit lang war er Chormeister-Stellvertreter im Schubertbund und beim Sängerbund Dreizehnlinden. Im Mittelpunkt seines der spätromantischen Richtung verbundenen kompositorischen Schaffens stehen Chorwerke, die als Gebrauchsmusik im besten Sinne zu werten sind.

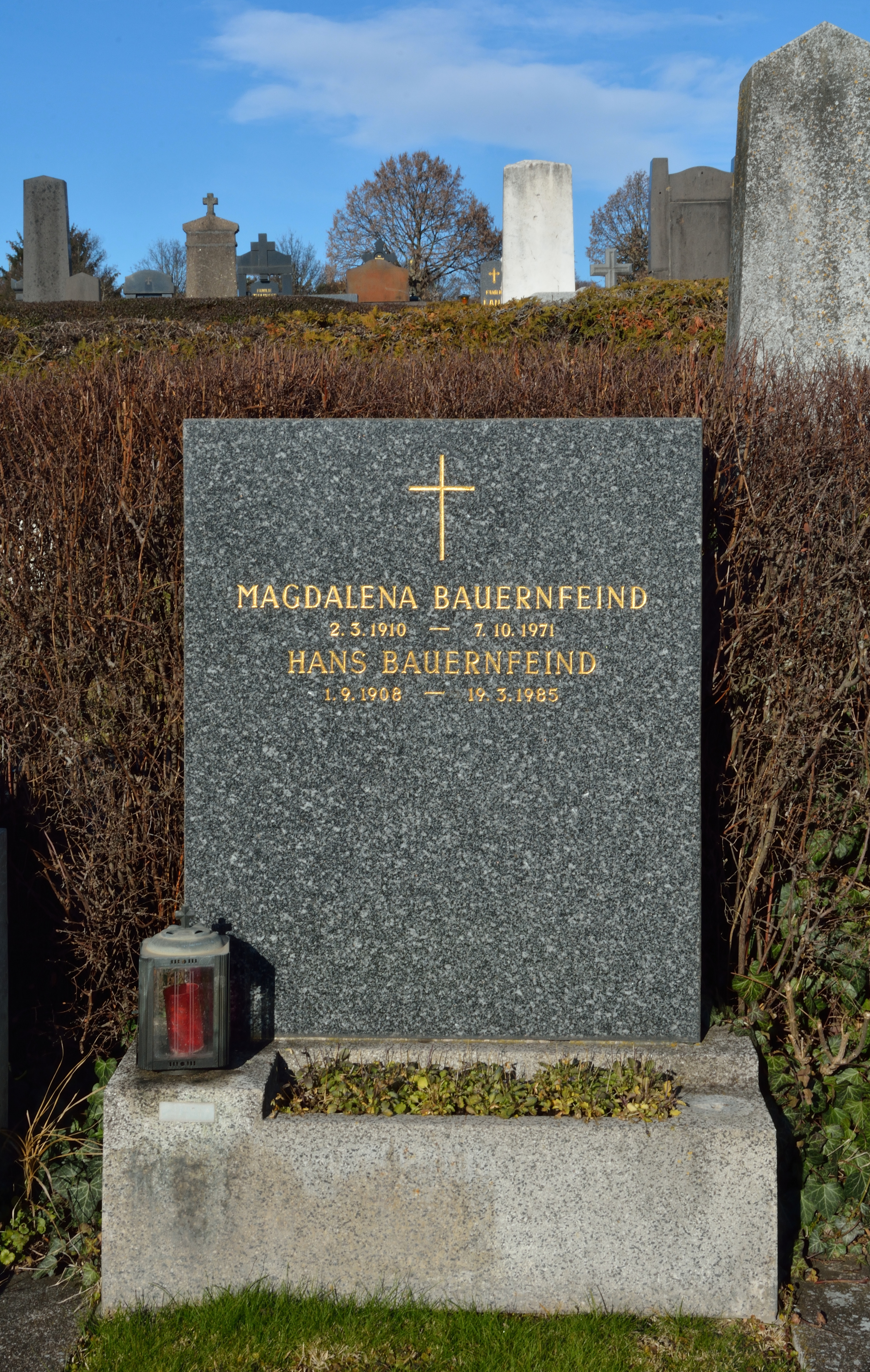
Grabstätte von Johann Bauernfeind

Er wurde auf dem Baumgartner Friedhof (B-8-42) in Wien begraben.